# Seward (Nebraska)
Seward é uma cidade localizada no estado americano de Nebraska, no Condado de Seward.

## Demografia
Segundo o censo americano de 2000, a sua população era de 6319 habitantes.
Em 2006, foi estimada uma população de 6869, um aumento de 550 (8.7%).

## Geografia
De acordo com o United States Census Bureau, a localidade tem uma área de 8,5 km², sem área coberta por água. Seward localiza-se a aproximadamente 455 m acima do nível do mar.

## Localidades na vizinhança
O diagrama seguinte representa as localidades num raio de 16 km ao redor de Seward.